# Перисто-шаруваті хмари

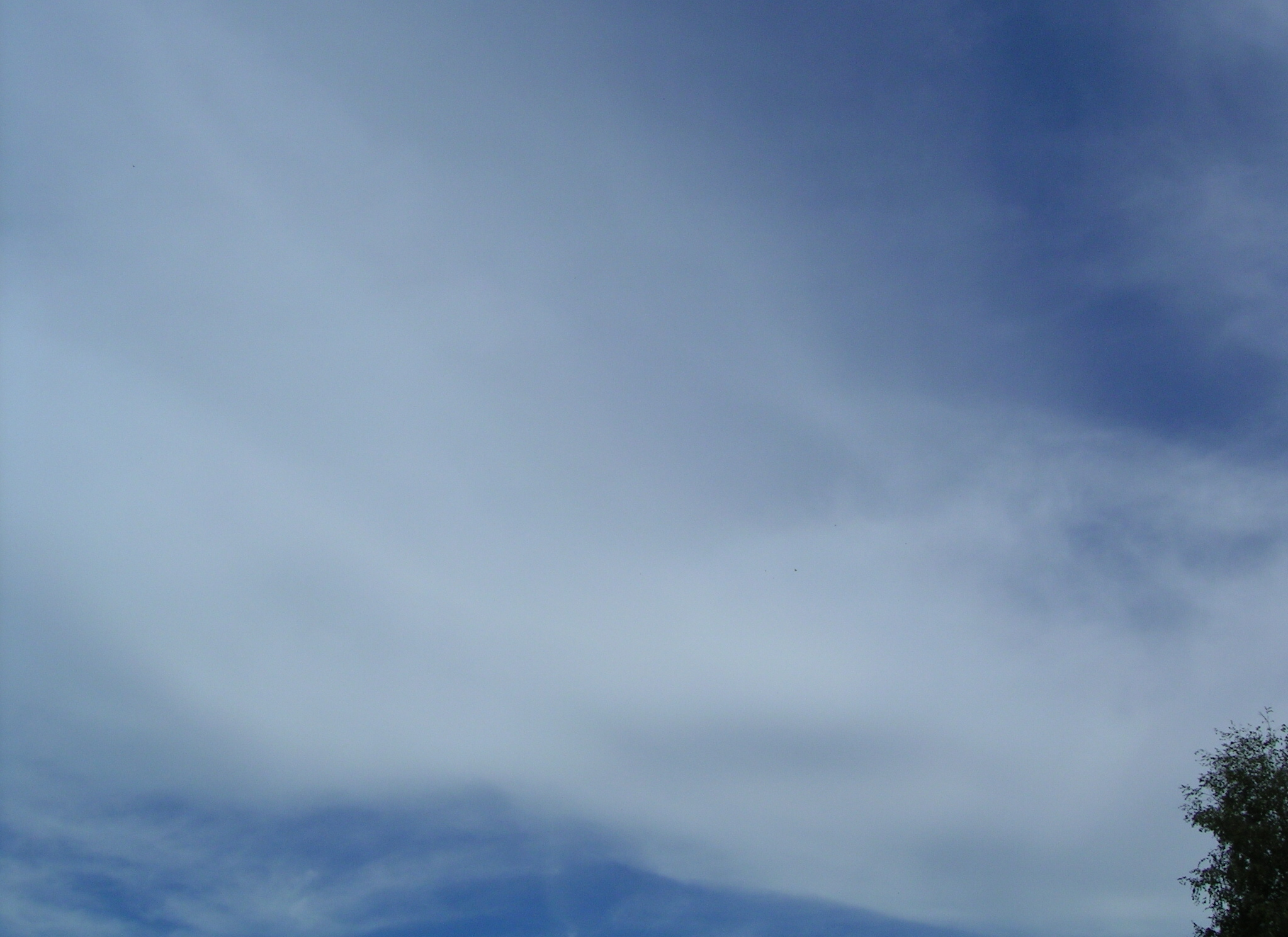
Перисто-шаруваті хмари

Перисто-шаруваті хмари — це хмари, «білясте прозоре покривало», складене з льодяних кристалів. Часто супроводжуються наявністю навколо Сонця чи Місяця оптичних явищ — гало тощо. Спостерігаються вище 6000 м над поверхнею Землі і пов'язані з наближенням теплого фронту. Міжнародна назва — Cirrostratus (Cs). Позначаються символом .

## Опис

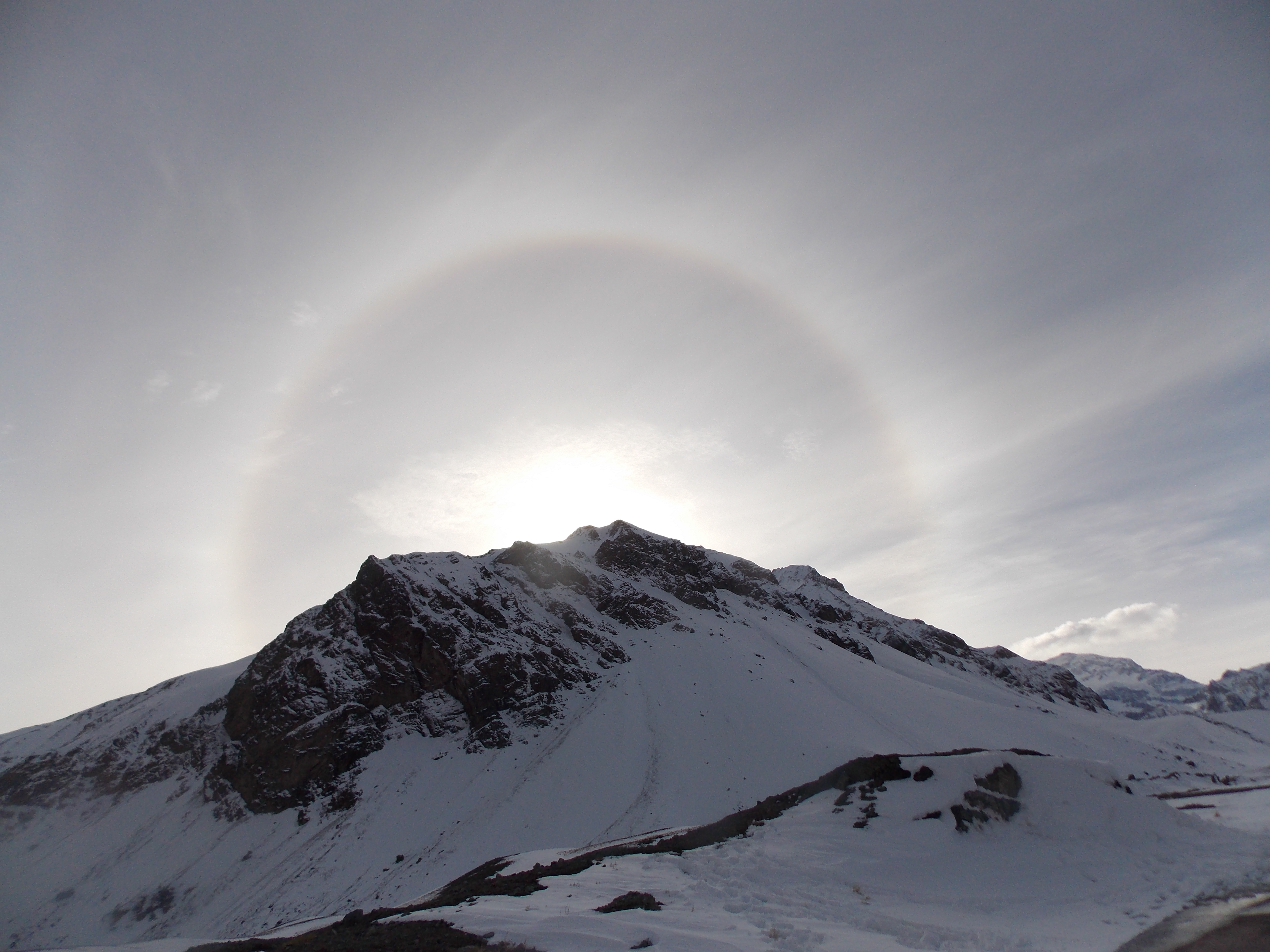
Гало від перисто-шаруватих хмар над вулканом Аконкаґуа

Перисто-шаруваті хмари виглядають як біла або голубувата тонка однорідна пелена хмар, інколи злегка волокнистої будови. Як правило, пелена хмар Cirrostratus поступово закриває все небо. Висота основи у помірних широтах складає в середньому близько 6-8 км. Товщина шару — від 100 м до декількох кілометрів. Верхня і нижня межі шару перисто-шаруватих хмар при спостереженнях із літака виражені нечітко.
Навколо перисто-шаруватих хмар часто спостерігається яскраве гало навколо Сонця і Місяця. Крізь перисто-шаруваті хмари просвічується блакитне небо, а вночі — яскраві зірки; інколи ці хмари настільки тонкі та однорідні, що їх присутність вдається відшукати тільки завдяки наявності гало (а також при перельоті через них літаком). У міру ущільнення перисто-шаруваті хмари переходять у високошаруваті.
Опади із перисто-шаруватих хмар не випадають.

## Класифікація
Види та різновиди основної форми:
- Cirrostratus filosus (Cs fil.) — ниткоподібні. Біла пелена з волокнистою будовою. У цих хмар на відміну від Cirrus filosus (перистих ниткоподібних) волокна виражені менш яскраво і не так сильно переплутані, як у хмар Cirrus intortus (перистих переплутаних).
- Cirrostratus nebulosus (Cs neb.) — туманоподібні. Однорідна біла або голубувата пелена. Інколи ця пелена настільки тонка, що відшукати її можна тільки за наявності гало; інколи пелена густа і виразно розрізняється спостерігачем.

## Формування
Перисто-шаруваті хмари утворюються внаслідок адіабатичного охолодження повітря при його висхідному русі у верхній тропосфері в зонах атмосферних фронтів.
Ці хмари особливо характерні для системи хмар теплого фронту, а також теплого фронту оклюзії, проте можуть спостерігатися і при проходженні інших фронтів.
Перисто-шаруваті хмари можуть спостерігатися у сполученні із перистими і перисто-купчастими. При надходженні фронтової хмарної системи Cirrus, збільшуючись за кількістю і поступово закриваючи все небо, змінюється перисто-шаруватими; своєю чергою перисто-шаруваті хмари, ущільнюючись і знижуючись, безпосередньо змінюються високошаруватими. Інколи шар високошаруватих хмар насовується на перисто-шаруваті самостійно, без видимого зв'язку з останніми.

## Умови спостереження з поверхні Землі
Деякі труднощі можуть бути лише при розрізненні перистих і перисто-шаруватих, перисто-шаруватих і високошаруватих хмар. Перисто-шаруваті хмари (Cirrostratus) відрізняються від перистих (Cirrus) тим, що їх пелена повністю однорідна, безперервна і не розпадається на окремі ділянки, розділені проміжками блакитного неба. Від високошаруватих хмар (Altostratus) перисто-шаруваті хмари (Cirrostratus) відрізняються тим, що вони майже прозорі, у той час, як скрізь As Сонце і Місяць просвічуються тьмяно, як крізь матоване скло, і при цьому в денний час тіні від предметів стають нечіткими і зникають зовсім.